# Армаш
Армаш (вірм. Արմաշ) — село в марзі Арарат, у центрі Вірменії. Село розташоване на трасі Єреван — Степанакерт, на залізниці Масіс — Єрасх (Пл. 550 км), за 12 км на південний схід від міста Арарата, за 5 км на південний схід від села Суренаван та за 4 км на північний захід від села Єрасх.